# Julita Macur
Julita Macur z d. Kałasa (ur. 1 marca 1959 w Zielonej Górze) – polska zawodniczka uprawiająca strzelectwo, medalistka mistrzostw świata i mistrzostw Europy, olimpijka z Barcelony 1992 i Atlanty 1996.
Zawodniczka specjalizująca się w strzelaniu z pistoletu pneumatycznego i sportowego. W trakcie kariery sportowej reprezentowała klub Gwardia Zielona Góra. Była podopieczną trenerów: Mieczysława Kubiaka i Stanisława Pinczewskiego. Trzynastokrotna mistrzyni Polski w latach 1977-2003.
Trzykrotna srebrna medalistka mistrzostw świata: 
- - z Innsbrucku (1983) w strzelaniu z pistoletu pneumatycznego 40 strzałów indywidualnie,
  - z Budapesztu (1987) w strzelaniu z pistoletu pneumatycznego 40 strzałów w drużynie (partnerkami były: Dorota Bidołach, Maria Janicka-Janda),
  - z Mediolanu (1994) w strzelaniu z pistoletu sportowego 30 + 30 strzałów indywidualnie.

Medalistka mistrzostw Europy:
- złota
  - z Monachium (2000) w strzelaniu z pistoletu pneumatycznego 40 strzałów w drużynie (partnerkami były: Mirosława Sagun, Katarzyna Klepacz),
- srebrna
  - z Zurychu (1995) w strzelaniu z pistoletu sportowego 30+30 strzałów drużynowo (partnerkami były: Sławomira Szpek, Dorota Bidołach),
  - z Warszawy (1997) w strzelaniu z pistoletu pneumatycznego 40 strzałów (partnerkami były: Mirosława Sagun, Mariusza Ludwig),
  - z Kuovola (1997) w strzelaniu z pistoletu sportowego 30+30 strzałów w drużynie (partnerkami były: Dorota Bidołach, Sławomira Szpek),
- brązowa
  - z Strasbourga (1994) w strzelaniu z pistoletu pneumatycznego 60 strzałów w drużynie (partnerkami były: Mirosława Sagun, Mariusza Ludwig),
  - z Talina (1998) w strzelaniu z pistoletu pneumatycznego 40 strzałów w drużynie (partnerkami były: Mirosława Sagun, Katarzyna Klepacz),

Na igrzyskach w Barcelonie wystartowała w strzelaniu z pistoletu pneumatycznego 10 metrów zajmując 39. miejsce i w strzelaniu z pistoletu sportowego zajmując 8. miejsce.
Na igrzyskach w Atlancie wystartowała w strzelaniu z pistoletu sportowego zajmując 8. miejsce i w strzelaniu z pistoletu pneumatycznego zajmując 27. miejsce.
Rekordzistka świata (1987) w strzelaniu z pistoletu pneumatycznego oraz zwyciężczyni Pucharu Świata w Monachium (1987).
Mistrzyni Sportu odznaczona m.in. złotym i srebrnym Medalem za Wybitne Osiągnięcia Sportowe oraz Brązowym Krzyżem Zasługi.
Absolwentka Wydziału Ochrony Środowiska Wyższej Szkoły Inżynierskiej w Zielonej Górze (1986), gdzie otrzymała tytuł inżyniera inżynierii środowiska.
Była żoną olimpijczyka, również strzelca Andrzeja Macura (rozwiedziona), ma córkę Justynę (ur. w 1981 r.), która jest psychologiem sportu kadry narodowej
Polskiego Związku Strzelectwa Sportowego. Mieszka w Opolu.